# Piccole luci
Piccole luci è un programma televisivo italiano, in onda su Rete 4 a partire dal 21 marzo 2017 e condotto da Silvia Salemi.

## Format
In ogni puntata, la conduttrice incontra una persona la cui vita ha conosciuto momenti di difficoltà e che hanno avuto la forza di affrontarle e riscattarsi.